# Verheven Orde van de Kroon van Kedah
De Meest Gewaardeerde en Verheven Orde van de Kroon van Kedah, in het Maleis "Darjah Kebesaran Gemilang Seri Mahkota Kedah Yang Amat DiHormati" en in het Engels "Most Esteemed Exalted Order of the Glorious Crown of Kedah" geheten, is de hoogste graad van de Verheven Orde van de Kroon van Kedah, Maleis "Darjah Yang Maha Mulia Sri Mahkota Kedah" of "the Exalted Order of the Crown of Kedah", is een orde van verdienste van het gelijknamige Maleisische koninkrijkje. De op 21 februari 1964 door Sultan 'Abdu'l Halim Mu'azzam Shah ingestelde ridderorde kent drie graden waarvan de twee hoogste adeldom met zich meebrengen.
De dragers voeren de letters "DGMK" achter hun naam. De onderscheiding is enerzijds de hoogste graad van deze orde maar anderzijds een orde met een ander uiterlijk en andere naam. Deze regeling is in Maleisië gebruikelijk. Men reserveert de hoogste graad voor staatshoofden, kroonprinsen en de negen sultans van Maleisië.